# Подвиги Шерлока Холмса
«Подвиги Шерлока Холмса» (англ. The Exploits of Sherlock Holmes) — сборник детективных рассказов о Шерлоке Холмсе, созданных Адрианом Конан Дойлем и Джоном Диксоном Карром в 1952-1953 годах (1-6 рассказы сочинены обоими писателями совместно, 7-12 принадлежат одному Адриану Конан Дойлю). Публиковавшийся на русском языке под названием «Неизвестные приключения Шерлока Холмса», этот сборник посвящён тем расследованиям великого сыщика, которые не описаны, а лишь упомянуты в произведениях Артура Конан Дойля. 

## Структура сборника
| №  | Рассказ                        | Оригинальное название                 | Время действия | Синопсис | Примечание |
| -- | ------------------------------ | ------------------------------------- | -------------- | --- | --- |
| 1  | «Тайна семи циферблатов»       | The Adventure of the Seven Clocks     | 1887, ноябрь   | К Холмсу обращается молодая леди с просьбой выяснить причины загадочного поведения молодого человека, которого она встретила. Обычно он вежлив и спокоен, но совершенно теряет рассудок, когда видит часы. Женщина лично видела, как он разбил два будильника и слышала от слуги о пяти других инцидентах. Холмс быстро понимает, что этому мужчине угрожает серьезная опасность и отправляется в дальнюю поездку для сбора информации. | Расследование упомянуто в рассказе "Скандал в Богемии", где Ватсон утверждает, что Холмса вызывали в Одессу в связи с покушением на Трепова. Однако, в "Тайне семи циферблатов" причина поездки в Одессу иная, да и Трепов оказывается совсем другой.                                        |
| 2  | «Тайна золотых часов»          | The Adventure of the Gold Hunter      | 1887, лето     | Скоропостижно умирает богатый землевладелец Джон Трелони, который, несмотря на преклонный возраст, отличался крепким здоровьем. Подозрение полиции падает на медика, вызванного для осмотра трупа: в пользу именно этого человека Трелони незадолго до кончины переписал своё завещание. Однако дядя подозреваемого убеждён, что полицейские ошибаются... | Расследование упомянуто в рассказе «Пять зёрнышек апельсина» (как «Кемберуэльское дело об отравлении»). |
| 3  | «Тайна восковых картёжников»   | The Adventure of the Wax Gamblers     | март 1890      | Сторож Музея восковых фигур замечает, что карты в руках фигуры, изображающей картежника, меняются. Холмс сразу же берется за дело, и просит Ватсона посетить музей и принести ему карты в нескольких специальных конвертах. | Расследование упоминалось в рассказе "Скандале в богемии" как "Скандал с подменой Дарлингтона". |
| 4  | «Загадка в Хайгейте»           | The Adventure of the Highgate Miracle | декабрь 1896   | Дело начинается с телеграммы о мужчине, влюбленном в собственный зонтик. Миссис Кебплеже просит Холмса выяснить причину странного поведения ее мужа. Во время наблюдения за домом Холмс, Ватсон и инспектор Лестрейд видят, как мистер Кебплеже выходит через парадную дверь, возвращается в дом, забыв зонт, и бесследно исчезает. | Расследование упомянуто в рассказе «Загадка Торского моста» (как «история мистера Джеймса Филлимора, который вернулся домой за зонтом и навсегда исчез из этого мира»). Сюжет имеет некоторое сходство с рассказами "Установление личности" и "Человек с рассеченной губой". Не преступление |
| 5  | «Черный баронет»               | The Adventure of the Black Baronet    | ноябрь 1889    | Полковник Джоселин Дэлси, гостивший у сэра Реджиналда Лавингтона, найден зарезанным в банкетном зале. Орудие убийства найдено не было, но с витрины, находящейся рядом, пропал кинжал. Сэр Редженальд утверждает, что использовал его на рыбалке и потерял.После обнаружения древнего смертоносного механизма в чаше, из которой пил убитый, и после подтверждения алиби сэра Редженальда, все списывают на несчастный случай. Однако Холмс уверен, что убийца все-таки существует... | Расследование упомянуто в повести «Собака Баскервилей» (как «дело несчастной мадам Монтпенсьер»). Холмс не выдал преступника |
| 6  | «Тайна запертой комнаты»       | The Adventure of the Sealed Room      | апрель 1889    | В закрытой изнутри комнате обнаружен мёртвый полковник Уорбэртон и его тяжело раненая супруга. Кажется очевидным, что полковник внезапно сошёл с ума и выстрелил в жену и в себя, но Холмс считает, что всё не так просто. | Расследование упомянуто в рассказе «Палец инженера» (как «Происшествие с обезумевшим полковником Уорбэртоном»). |
| 7  | «Убийство в Фоулкс-Рэте»       | The Adventure of the Foulkes Rath     | 1894           | Убит богатый землевладелец Матиас Аддлтон, хозяин поместья Фоулкс-Рэт. Полиция обвиняет в этом преступлении племянника Аддлтона, Перси Верзитона, который, по свидетельству очевидцев, был обнаружен возле трупа дяди с окровавленным топором в руке. Поначалу такой вывод не вызывает возражений у Холмса, однако вскоре великий сыщик понимает, что настоящий убийца — совсем не Верзитон... Сюжет аналогичен "Тайне Боскомской долины" | Расследование упомянуто в рассказе «Пенсне в золотой оправе» (как «трагедия в семье Аддлтонов»). |
| 8  | «Загадка рубина „Аббас“»       | The Adventure of the Abbas Ruby       | ноябрь 1889    | Во время снежной бури в доме Холмса внезапно появляется Эндрю Джолифф, дворецкий ученого-садовода сэра Джона Довертона. Во время званого обеда из дома Довертонов исчез бесценный рубин "Аббас", как и все цветы с куста редчайшей красной камелии в оранжерее. Все подозрения пали на мистера Джолиффа, так как он уже сидел в тюрьме за похищение драгоценностей. Сюжет аналогичен "Голубому карбункулу" (истиный похититель подставляет человека, уже имевшего судимость за похищение драгоценностей) | Расследование упомянуто в повести «Собака Баскервилей» (как «известный карточный скандал в Нонпарель-клубе»). Холмс не выдал преступника. |
| 9  | «Две женщины»                  | The Adventure of the Two Women        | сентябрь 1889  | За помощью к Холмсу обращается знатная герцогиня Каррингфорд. Знаменитая Эдит фон Ламеррайн шантажирует ее документами, доказывающими что ее брак с покойным герцогом незаконен, а следовательно она не имеет никаких прав на его имущество и титул графини. Если герцогиня Керрингфорд не передаст ей документы государственного значения, хранившиеся у ее мужа, Эдит фон Ламеррайн лишит ее всех средств к существованию. Холмс прибегает к не совсем законным методам, чтобы доказать, что документы - подделка. Сюжет напоминает смесь "Скандала в Богемии" и "Конца Чарльза Огастеса Мильвертона" с некоторыми новыми элементами. | Расследование упомянуто в повести «Собака Баскервилей» (как «Скандал с шантажом»). Холмс совершает преступление. |
| 10 | «Чёрные ангелы»                | The Adventure of the Dark Angels      | май 1901       | Живущий в глуши Джошуа Феррерс, долго работавший в Сицилии, совершенно потерял рассудок, когда на его территории был найден листок бумаги с изображением черных ангелов. Сюжет напоминает помесь "Пяти апельсиновых зернышек" с "Пляшущими человечками". | Расследование упомянуто в рассказе «Случай в интернате» (Уотсон вспомнил о нём, «разбирая документы Фаррерсов»). Холмс не успевает предотвратить убийство. |
| 11 | «Тайна дептфордского чудовища» | The Adventure of the Deptford Horror  | июнь 1895      | Инспектор Лестрейд рассказывает Холмсу о череде таинственных смертей, произошедших в старинном доме на окраине Лондона. Поначалу знаменитый сыщик не считает это дело заслуживающим внимания, но после посещения особняка неожиданно меняет свою точку зрения... Сюжет аналогичен "Пёстрой ленте" | Расследование упомянуто в рассказе «Чёрный Питер» как "Дело Уилсона, печально известного дрессировщика канареек". В оригинальном рассказе говорится, что оно закончилось арестом преступника. В «Тайне дептфордского чудовища» развязка оказывается несколько иной.                          |
| 12 | «Рыжая вдовушка»               | The Adventure of the Red Widow        | декабрь 1887   | Мистер Джоселин Коуп, заместитель губернатора графства, обнаружен гильотинированным в замке Арнсворт. Холмсу кажется подозрительным факт исчезновения головы, что наводит на мысли, что преступники пытались скрыть истиную личность убитого. Сюжет имеет множество параллелей с "Подрядчиком из Норвуда" и "Пенсне в золотой оправе". | Расследование упомянуто в рассказе «Скандал в Богемии» (как «дело с Арнсвортским замком»). |

## Издания на русском языке

### Отдельные рассказы
- Ужас в Дептфорде / Перевод И. Вилькомира, Ю. Сазонова // Юность. — 1957. — № 12. — С. 65-71.
- Ужас в Дептфорде / Перевод И. Вилькомира, Ю. Сазонова // Из копилки детектива. — М., 1992. — Т. 3. — Ч. «б». — С. 75-94.
- Тайна закрытой комнаты / Перевод Ю.Логинова // Наука и жизнь. — 1964. — №2. — С. 130-139.
- Рубин «Абас» / Перевод Б.Колтового // Наука и жизнь. — 1964. — №3. — С. 130-139.
- Восковые игроки / Перевод Ю.Логинова // Наука и жизнь. — 1968. — №6. — С. 97-105.

### Сборник целиком
- Адриан Конан Дойл. Неизвестные приключения Шерлока Холмса.- М:АСТ, 2017. 320 с. (серия "чай,кофе и убийства")
- А.К.Дойл, Дж.Д.Карр. Неизвестные приключения Шерлока Холмса.- М:Астрель, 2012. 317с. (серия "зарубежная классика)
- А.К.Дойль. Неизвестные приключения Шерлока Холмса.- М:Астрель, 2012. 317 с.
- Адриан Конан Дойл, Джон Диксон Карр. Неизвестные приключения Шерлока Холмса.- М:Мир книги, 2012. 320 с.